# Стромцов Леонід Никифорович
Стромцов Леонід Никифорович (1917—2013) — директор Дніпровського машинобудівного заводу (1955—1983), радянський організатор розробки, виробництва і впровадження засобів радіолокації для систем протиповітряної оборони, протиракетної оборони, Попередження про ракетний напад (СПРН), Контролю космічного простору (СККП).

## Життєпис
Леонід Стромцов народився 11 вересня 1917 року у місті Катеринославі. Батько Леоніда — Нікіфор Маркелович, 1890 р.н., бухгалтер Брянського заводу. Мати — Анна Степанівна — домогосподарка. Був першою дитиною у родині. Мав брата Бориса (1920 р.н.) та сестру Нонну (1929 р.н).
У 1935 році закінчив школу робітничої молоді № 36 у Дніпропетровську. В цьому ж році поступив у Дніпропетровський Гірничий інститут імені Артема.
У 1941 році по закінченню навчання був направлений майстром до тресту «Шахтстроймонтаж» на Донбасі. Згодом — начальник дільниці механічного монтажу на шахті № 4/5 «Микитівська».
У червні 1941 року пішов добровольцем на фронт. 22 лютого 1942 року отримав поранення.
19 червня 1943 року був призначений командиром 150-го окремого мостобудівельного батальйону. Під його командуванням у 1944 році був побудований міст через річку Лука біля села Велике Куземкіно.
Нагороджений медаллю «За бойові заслуги» та орденом Червоної Зірки.
У 1946 році демобілізований у військовому званні капітан. Був прийнятий на роботу заступником начальника енергоцеху Дніпропетровського автомобільного заводу, який на той час лише будувався. Пізніше завод було перепрофільовано під будівництво балістичних ракет — «Південмаш».
У 1951 році Леонід Стромцов був призначений головним енергетиком заводу. За цей час на заводі були побудовані енергоцентраль, кисневий завод, насосні станції. За внесок у будівництво ДАЗ Леоніда було нагороджено орденом «Знак пошани».
У 1955 році наказом Міністра оборонної промисловості Леоніда Стромцова було призначено директором заводу № 933. У найкоротший термін були організовані виробничі та організаційні процеси. Сформовані основні напрями виробництва — потужні передавачі для систем ППО, ПРО, ПКО, СПпРН.
29 червня 1966 року нагороджений першим орденом Леніна.
1967 року — лауреат державної премії СРСР у галузі науки та техніки.
17 квітня 1976 року за відзнаки у створенні спеціальної техніки нагороджений другим орденом Леніна.
У 1983 році вийшов на пенсію.
У 2013 році, на 96-му році життя, пішов з життя.

## Сім'я
З дружиною, Валентиною Іосіфовною, познайомився ще на фронті. Мали двох дітей: Ігоря (1946 р.н., к.т.н., доцент), Олег (1949 р.н., підполковник Радянської армії)

## Справи
Створення багатофункціонального науково-технічного комплексу з розробки, виробництва та впровадження технічних засобів для оборони повітряно-космічних рубежів країни через реалізацію завдань держави з швидкої організації і створення виробничо-конструкторської бази і потужностей у місті Дніпропетровську на площах 2-го (шинного) виробництва Дніпропетровського автозаводу (завод № 586) для виробництва:
- Система ППО м.Москва — С-25 «Беркут»[1], з наступною їх модернізацією в умовах бойового чергування у 1958—1960 роках, ЗРК СОН-9, ЗРК СОН-9А, ЗРК С-75, ЗРК С-200, ЗРК С-125, ЗРК С-225 «Азов» [Архівовано 23 червня 2016 у Wayback Machine.]
- 1956—1985 роки — система ПРО); Радіолокаційні станції РКЦ и РКІ системи А[ru], А-35, А35М, багатофункціональна РЛС «Дон-2Н»[ru] у системі «А-135» протиракетної оборони м. Москва і Московського промислового району; Полігонний варіант РЛС «Дон 2НП» 10-го ДНІП 8-й майданчик [Архівовано 17 квітня 2016 у Wayback Machine.]; РЛС «Неман», Тема «Гарпун» [Архівовано 20 квітня 2016 у Wayback Machine.], [http://helpiks.org/4-66486.htmlРЛС „Руза“] для системи ПРО (НДДКР, теми променевої зброї);
- РЛС «Дністер»,  «Дніпро» [Архівовано 22 травня 2016 у Wayback Machine.] в системах Контролю космічного простору (СККП)[ru] та СПРН; РЛС СПРН третього покоління — вузол РО-1, РЛС «Даугава» [Архівовано 13 липня 2016 у Wayback Machine.], РЛС 5Н79 «Дар'ял» вузол РО-30, загоризонтні РЛС «Дуга», Дуга-2 «Хвиля[ru]»
- Система «Коралл» — багатоцільовий інформаційно-розвідувальній комплекс морського базування БЗРК «Урал»;
- Система засобів космічного базування «Око»(УС-КС), «Око-1»(УС-КМО);
- Система контролю космічного простору(СККП) — РЛС траекторних вимірювань «Кама», «Кама-А», «Кама-Н», «Кама-ІК»; [Архівовано 11 червня 2016 у Wayback Machine.];
- 1958—1970 роки — «Радіорелейні станції Р-60, Р-120, Р-406 ВЧ «Левкой», «Левкой-2»
- Продукція виробничо-технічного призначення: Мезонна фабрика для інституту ядерних досліджень (ІЯД) [Архівовано 24 лютого 2019 у Wayback Machine.]
- Виробництво дисплейної техніки ЕС-7920, ЕС 7905;
- Виробництво побутової техніки: холодильник сімейства «Дніпро»; мікрохвильові печі «Дніпрянка», Магніто-записувальна апаратура сімейства «Орель» [Архівовано 27 квітня 2016 у Wayback Machine.], електротехнічна арматура;
- Вироби художньо-монументального ливарництва;
- Будівництво об'єктів соціально-побутової сфери, житла, розвиток інфраструктури міста Дніпропетровська.

## Нагороди
- Лауреат Державної премії СРСР.
- Заслужений машинобудівник України.
- Почесний радист СРСР.
- Кандидат технічних наук.
- Двічі кавалер ордена Леніна, ордена Вітчизняної війни 1-го та 2-го ступеню;
- Кавалер ордена Жовтневої революції, ордена Червоної зірки, ордена «Знак Пошани», ордена Богдана Хмельницького 3-го ступеню
- Нагороджений медалями: «За перемогу над Німеччиною у Великій Вітчизняній війні 1941—1945 рр.», «За бойові заслуги», «За оборону Ленінграду», «Захиснику вітчизни» тощо.

## Пам'ять
- У 2014 році ветеранами ДМЗ встановлена меморіальна дошка на будинку, де проживав Леонід Стромцов у місті Дніпропетровську[2];
- 24 листопада 2015 року, відповідно до розпорядження міського голови м. Дніпропетровська № 882-р, вулиця Вакуленчука у місті Дніпро перейменована на честь Леоніда Стромцова[3].

## Відео
- «Ключі від неба і космосу», реж. А. Чорний, оп. В. Правдюк, 2002